# Грантовский, Эдвин Арвидович
Э́двин А́рвидович Гранто́вский (16 февраля 1932, Москва — 28 июня 1995, там же) — советский и российский иранист и скифолог латвийского происхождения. Доктор исторических наук.

## Биография
Окончил исторический факультет МГУ в 1954 году, с 1955 года и до конца жизни работал в московском Институте востоковедения. Заведующий кафедрой истории Древнего Востока с 1969 года.
Говоря о качествах Э. А. Грантовского как учёного и наставника, его ученик А. И. Иванчик вспоминал:
Работать под руководством Э. А. Грантовского было не только очень полезно и интересно, но и чрезвычайно приятно. Он всегда щедро делился со мной своими знаниями и идеями. При этом, несмотря на разницу в возрасте, опыте, да и просто в эрудиции, он никогда не стремился подавить собеседника. Если наши взгляды расходились, а случалось это нередко, он пытался убедить меня чисто научными аргументами, но, если это не удавалось, никогда не навязывал своей точки зрения. Ему нравилось представлять наши отношения не как традиционные отношения учителя и ученика, а как отношения друзей и коллег, которые могут дискутировать на равных. Это приводило к тому, что полемика между нами иногда возникала в ситуациях, обычно исключающих публичную дискуссию между диссертантом и его руководителем: например, при обсуждении диссертации и даже при её защите.

## Научная деятельность
Э. А. Грантовский специализировался на истории древних иранских племен (особенно Мидии, персов и скифов) и их цивилизации. Его исследования были основаны на изучении аккадских и урартских надписей, иранских текстов разных периодов, и классических источников, а также на данных археологии, этнографии и фольклора. Он опубликовал более 100 работ. В своей первой монографии он рассматривал историю иранских племен Западной Азии в середине IX — 2 пол. VIII веков до н. э. В этой книге и в серии статей автор показал, что иранские племена были разбросаны по Ирану в начале первого тысячелетия до н. э. и уже во 2 пол. VIII века до н. э. составляли большинство населения во многих районах западной части Ирана, хотя до VII века до н. э. они были политически зависимы от Элама, Ассирии, Урарту и Манны. Его книга «Иран и иранцы до Ахеменидов», вышедшая уже после его смерти, посвящена вопросам прародины иранцев и их истории от распада индоиранской общности до возникновения империи Ахеменидов. Автор пересматривает общепринятую хронологию Мидии, изучает генезис греческой хронологической традиции и оценивает её достоинства и недостатки, показав зависимость Геродота от ряда своих предшественников, противоречивая информация которых была просто включена в его повествование.
В своих работах стремился реализовать междисциплинарный подход при помощи анализа письменных источников, ономастики и топонимики, лингвистических, археологических и этнографических данных. В Институте востоковедения РАН, где он работал, проводятся научные конференции его памяти.
Автор статей Большой советской энциклопедии.